# Ruta Gedmintas

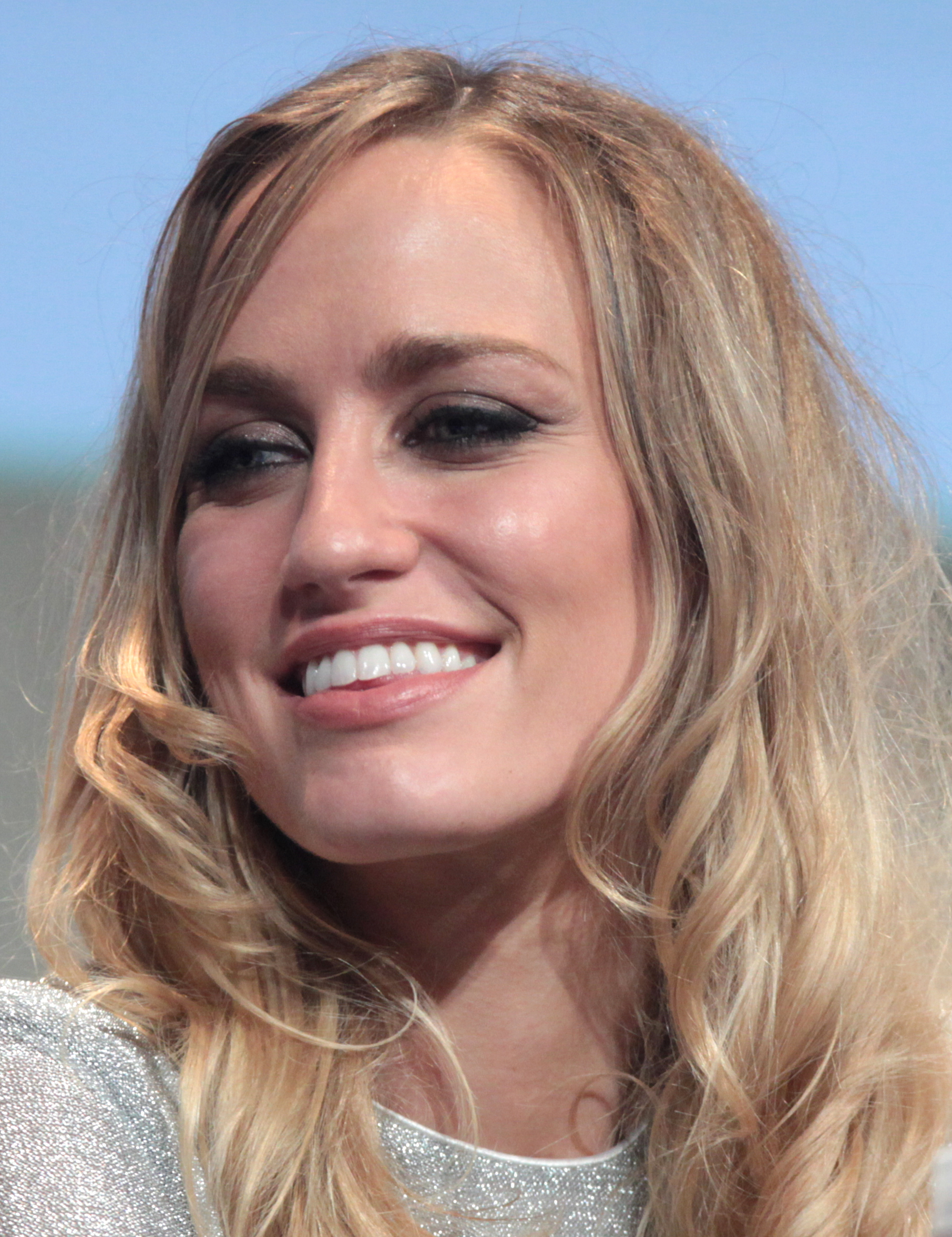
Ruta Gedmintas auf der Comic Con (2015)

Ruta Gedmintas (litauisch Rūta Gedmintas; * 23. August 1983 in Canterbury, Kent, England) ist eine britisch-litauische Schauspielerin.

## Leben
Ihr Vater stammt aus Kaunas, der zweitgrößten Stadt Litauens. Ruta Gedmintas selber spricht die Sprache nur wenig. Sie wuchs in Stockholm und in Buckinghamshire, England auf. Dort besuchte sie das Drama Centre London. Des Weiteren besuchte sie die University of Arts in London.
Nach mehreren Semestern unter der Regie von Reuven Adiv gab sie ihr Schauspieldebüt in der Rolle der Shelly Martin in der Serie Waking the Dead – Im Auftrag der Toten. Es folgten Rollen in den Serien Goldplated, The Innocence Project, Die Tudors und The Bill. 2009 übernahm sie ihre erste Rolle in einem Spielfilm als Alexandra in der Drama-Komödie Last Minute Baby und dem Action-Thriller The Lost Samaritan. Im folgenden Jahr folgte eine Gastrolle in der Dramaserie Personal Affairs und ein Auftritt als Suzy im After-Dark-Horrorfilm Prowl. Eine Hauptrolle spielte sie in den Jahren 2010 bis 2012 in Lip Service. Dort verkörperte sie ein Teil eines lesbischen Paares. Zwischen 2011 und 2012 übernahm sie die Rolle der Ursula Bonadeo in der HBO-Serie Die Borgias. Nachdem sie 2012 in die USA zog, übernahm sie 2013 eine Rolle in der kurzlebigen NBC-Dramaserie Do No Harm.
Sie lebt mit ihrem Freund, dem Schauspieler Luke Treadaway, in London.

## Filmografie (Auswahl)
- 2005: Waking the Dead – Im Auftrag der Toten (Waking the Dead, Fernsehserie, 2 Folgen)
- 2006: Goldplated (Fernsehserie, Folge 1x07)
- 2006–2007: The Innocence project (Fernsehserie, 6 Folgen)
- 2007: Die Tudors (The Tudors, Fernsehserie, 3 Folgen)
- 2007: The Bill (Fernsehserie, Folge 23x80)
- 2008: Last Minute Baby (Miss Conception)
- 2008: The Last Samaritan
- 2009: Personal Affairs (Fernsehserie, 2 Folgen)
- 2010: Prowl
- 2010–2012: Lip Service (Fernsehserie, 9 Folgen)
- 2011: Rock in the Park (You instead)
- 2011–2012: Die Borgias (The Borgias, Fernsehserie, 8 Folgen)
- 2013: Do No Harm (Fernsehserie, 12 Folgen)
- 2013: The Guilty (Miniserie, 3 Folgen)
- 2014–2017: The Strain (Fernsehserie, 31 Folgen)
- 2016: Bob, der Streuner (A Street Cat Named Bob)
- 2019–2022: His Dark Materials (Fernsehserie)
- 2025: Sandman (The Sandman, Fernsehserie, Folge 2x03)